# Nedre Föret
Nedre Föret är en sjö i Uppsala kommun i Uppland och ingår i Norrströms huvudavrinningsområde.